# Lauri Miranda Silva

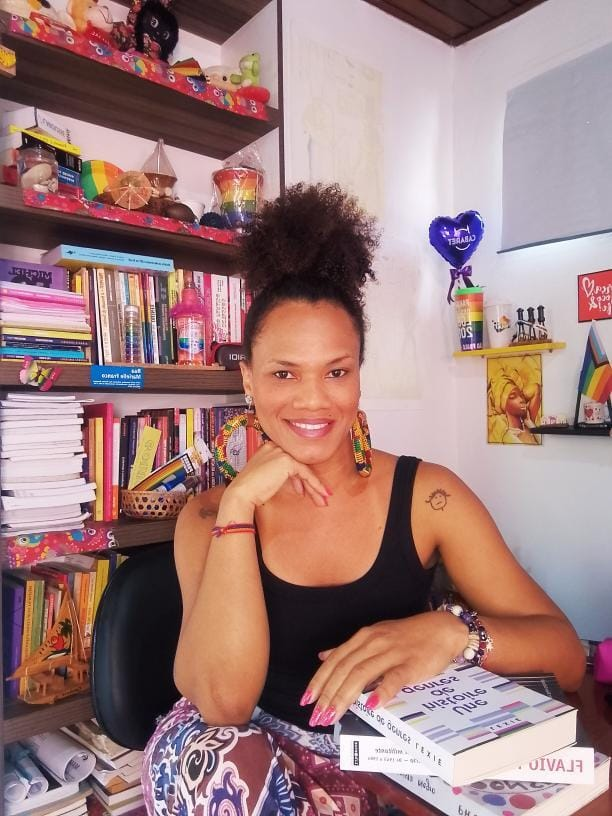
Lauri Miranda Silva

Lauri Miranda Silva (Porto Velho, 22 de Julho de 1986) é uma professora formada em História pela Universidade Federal de Rondônia (UNIR) e tem titulo de doutora pela Universidade Federal do Rio Grande do Sul (UFRGS). Ela é a primeira mulher trans do Brasil a se tornar doutora em História, fato ocorrido em 2023 por meio da defesa de sua tese "Vozes  subversivas e corpos transgressores: memoria da (re) existência de militantes do movimento LGBTQIA+ e de mulheridades contra a opressão interseccionais em Rondônia (1980 a 2022)", na qual aborda os movimentos LGBTQIAP+ e de mulheres no estado de Rondônia e suas lutas contra a opressão, assim como sua trajetória de vida como uma mulher trans.

## Biografia

### Primeiros anos e Adolescência
Lauri foi morar com seus avós maternos aos três anos de idade devido a depressão pós-parto de sua mãe. Seu pai faleceu quando ela tinha oito anos, em 1994. Lauri identifica sua ancestralidade como uma combinação de raízes indígenas por parte paterna e ascendência negra e amazônica por parte materna, além de se definir como pertencente a identidade ribeirinha. Cresceu em uma família evangélica e descreve sua infância como feliz, mas enfrentou racismo e bullying na escola devido ao cabelo afro e à cor da pele. Na 6ª série, sofreu um dos primeiros casos de homofobia e foi culpada por uma professora pela discriminação que sofreu.
Durante a adolescência, Lauri percebeu que não se encaixava nos padrões heteronormativos, sofrendo repressão. Além disso, sentia desconforto com seu corpo e as roupas que usava. Esses desafios foram acentuados tanto no ambiente familiar quanto na igreja, onde o preconceito e a LGBTQIfobia eram relatados como frequentes. Lauri preferia estar sempre na companhia de amigos que compartilhavam identidades e interesses semelhantes em vez de se integrar a grupos distintos. Ela enfrentou dificuldades no meio familiar ao começar a usar vestimentas consideradas “não adequadas” para seu gênero. Comentários como “é coisa de mulher” eram frequentemente feitos,  o que demonstra a resistência à sua identidade e expressão pessoal. 

### Vida Adulta
Lauri experimentou um afastamento da religião e enfrentou tentativas da família de fazê-la se encaixar em contextos que não se alinhavam com sua identidade. Relatos indicam que sonhos que pareciam pequenos, como conseguir um emprego, eram vistos como inalcançáveis, refletindo as limitações impostas por sua realidade e as expectativas familiares. 
Lauri passou por desafios no seu processo de transição. Após a maioridade, devido ao medo dos estereótipos que associam pessoas trans à prostituição, considerou a possibilidade de se mudar do Brasil em busca de melhores condições de vida, mas não desistiu da busca por empregos em sua localidade. Ela começou a pesquisar sobre cursos e faculdades através de Lan Houses pelo fato de não possuir acesso a internet e, com a ajuda dos avós, conseguiu ingressar no curso de informática. Inicialmente, pensou em cursar Letras, Geografia ou História, mas acabou se decidindo por História, inspirada por sua professora do colegial.
Enquanto pesquisava sobre o curso de História e a profissão de historiadora, o desejo de Lauri de ingressar na faculdade foi crescendo. Ao passar no vestibular da UNIR, por ser uma mulher trans, enfrentou dificuldades relacionadas ao alistamento militar obrigatório. Ao ingressar na UNIR em 2007, Lauri lidou desafios como a não aceitação de alguns colegas e a dificuldade em ser reconhecida pelo nome social. Apesar disso, ela conseguiu se afirmar no ambiente acadêmico e se tornou uma referência para outras pessoas transgênero que desejavam acessar a educação superior.
Ela se considera "Lauri" desde o Ensino Médio. No entanto, durante o período que cursava o mestrado, ainda utilizavam  o nome registrado na sua certidão de nascimento,  que não correspondia à identidade e ao nome que havia assumido (deadnaming). O processo de alteração para o nome social foi gradual e enfrentou uma série de situações desconfortáveis. Em 2018, o Supremo Tribunal Federal (STF) reconheceu o direito de pessoas travestis e trans a retificar o nome e o gênero no registro civil sem a necessidade de  se submeter à cirurgia de redesignação sexual.

## Contribuições Acadêmicas
Sua participação no Primeiro Seminário sobre Diversidade Sexual e Direitos Humanos, organizado pela extinta ONG "Tucuxi" (2008), no campus da UNIR, foi o seu primeiro contato direto com militantes e alguns intelectuais LGBTs. Lauri fez parte da equipe organizadora do evento, que foi realizado em parceria com a ONG. Ela recebeu indicações de seus professores tendo assim  seu primeiro contato com obras de intelectuais cis, gay ou não, como por exemplo: Michael Foucault, José Carlos Sebe Bom Meihy, Michael Pollak, Antônio Torres Montenegro, Paul Thompson, Verena Albert, Michelle Perrot, João Trevisan, entre outros autores e autoras considerados importantes no âmbito naquele momento. Essas leituras não só influenciaram sua pesquisa e formação acadêmica, como também ajudaram na sua compreensão de forma mais fluída sobre sua própria orientação sexual e identidade de gênero.
Sua principal obra é a tese "Vozes subversivas e Corpos Transgressores: memórias de (re) existência de militantes dos movimentos LGBTQIAP+ e de mulheridades contra as opressões interseccionais em Rondônia (1980 a 2022)", na qual ela aborda a luta e a resistência dos movimentos sociais no estado de Rondônia ao longo de quatro décadas. Sua tese analisa as memórias e as experiências de militantes que enfrentam opressões interseccionais, considerando fatores como gênero, sexualidade, raça e classe. O trabalho explora como essas vozes subversivas desafiam normas sociais e culturais, contribuindo para a construção da identidade e para a criação de espaços de resistência. Lauri busca compreender as narrativas desses indivíduos, enfatizando a importância da memória coletiva na luta contra as desigualdades e na promoção dos direitos humanos. Em sua exploração do contexto histórico de Rondônia, a tese também revela como essas lutas estão interligadas com a questão mais ampla da sociedade brasileira, propondo uma reflexão crítica sobre o cenário e estratégias de resistência.

### Obras e premiação
Lauri Miranda possui 24 (vinte e quatro) produções bibliográficas, sendo 9 (nove) capítulos de livros, 3 (três) artigos publicados e 1 (um) artigo aceito para publicação, 11 (onze) trabalhos apresentados em eventos, incluindo a dissertação de mestrado, o trabalho de conclusão de curso e sua tese de doutorado, que foi vencedora do prêmio ABHO de Teses Ecléa Bosi, em 6 de Setembro de 2024.

## Impactos na comunidade LGBTQIAPN+
O trabalho de Lauri representa um marco significativo tanto para a comunidade LGBTQIA+ quanto para a historiografia brasileira, pois sua pesquisa contribui para o estudo dos movimentos LGBTQIA+ e das lutas feministas em Rondônia, ampliando o entendimento sobre interseccionalidade e abordando questões relacionadas às opressões de classe, raça e gênero. Além disso, ao conectar sua experiência pessoal de resistência com sua produção acadêmica e trazer vozes marginalizadas para o centro da história, provoca reflexões importantes sobre inclusão, visibilidade e a desconstrução de narrativas históricas tradicionais, que muitas vezes marginalizam ou inviabilizam identidades de gênero e sexualidades não conformistas.
Lauri passou a ter destaque para a comunidade LGBTQIA+ ao promover inclusão para que pessoas trans ocupem espaços acadêmicos e intelectuais, além de  promover o desenvolvimento de metodologias voltadas para questões de gêneros, incentivando historiadores a tomarem diferentes abordagens e incluírem narrativas antes antes ignoradas ou marginalizadas no espaço acadêmico.